# Antonio Fontanesi

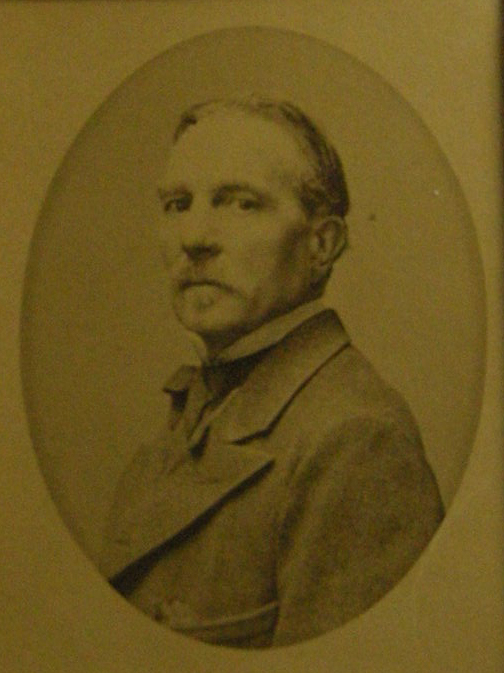
Antonio Fontanesi

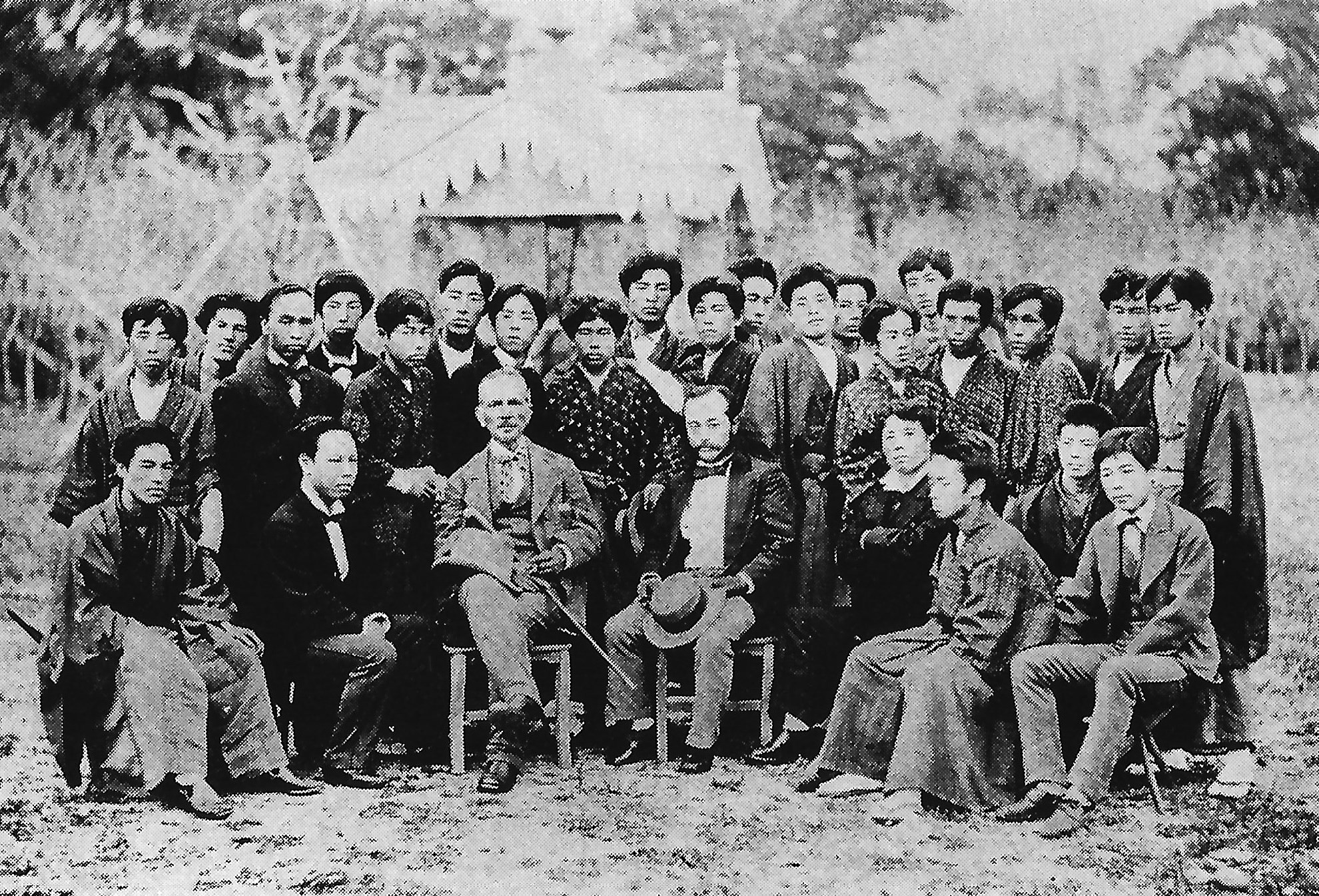
Fontanesis Abschied in Tokio, 1878

Antonio Fontanesi (* 23. Februar 1818 in Reggio nell’Emilia; † 17. April 1882 in Turin) war ein italienischer Maler.

## Leben und Werk
Fontanesi lernte bei den Landschaftsmalern Prospero Minghetti und Vincenzo Carnevali und begann in den 1840er Jahren Landschaften und Theaterdekorationen zu malen. 1848 nahm er in Mailand an Kämpfen für die italienische Unabhängigkeit teil (unter Luciano Manara), wie auch nochmals kurz 1859 bei Garibaldis zweitem Unabhängigkeitskrieg in Bologna.
Fontanesi nahm vielfältige Einflüsse aus dem europäischen Ausland in seine Malerei auf. Fontanesi reiste 1849 nach Genf, wo er Alexandre Calame und Charles-François Daubigny kennenlernte und bis 1865 blieb. 1855 traf er in Paris, wo zu dieser Zeit Weltausstellung war, mit Jean-Baptiste Camille Corot und Constant Troyon zusammen. 1861 traf er in Florenz die Vertreter der Macchiaioli Telemaco Signorini und Giovanni Fattori. 1863 versuchte er sich in London niederzulassen, ging aber wegen mangelnder Aufträge zurück nach Florenz.
Er erhielt eine Professur an der Akademie in Lucca. Ab 1869 lebte er in Turin, wo er Professor für Landschaftsmalerei an der Accademia Albertina geworden war. Er hatte dort großen Einfluss auf die piemonteser Malerei und war zu seiner Zeit hoch angesehen, mit Ausstellungen in Lyon, Turin, Mailand, Florenz, Genua und Bologna.
Er reiste nach England, wo er von den Werken von John Constable und William Turner angeregt wurde. 1875 bis 1878 war er in Japan (Tokio) auf Einladung der japanischen Regierung in der Meiji-Zeit an der neu gegründeten Kunstschule (Kōbu Bijutsu Gakkō). Die Japaner hatten sich entschlossen, italienische Künstler zum Erlernen westlicher Kunst-Techniken (Yōga) zum Vorbild zu nehmen. Er unterrichtete dort Zeichnen und Ölmalerei, Vincenzo Ragusa Bildhauerei und Giovanni Cappelletti übernahm die Vorbereitungsklassen. Fontanesis wohl bedeutendster Schüler war Asai Chū, auf dem Foto in der Mitte der hinteren Reihe, halbverdeckt. Eine Erkrankung zwang ihn 1878 nach Europa zurückzukehren.
1878 war er in der Dauphiné, wo er sich mit François-Auguste Ravier (1814–1895) befreundete.
Eine größere Anzahl seiner Werke befindet sich in der Turiner "Galleria civica d’arte moderna e contemporanea (GAM)" und wird dort auch ausgestellt.

## Galerie

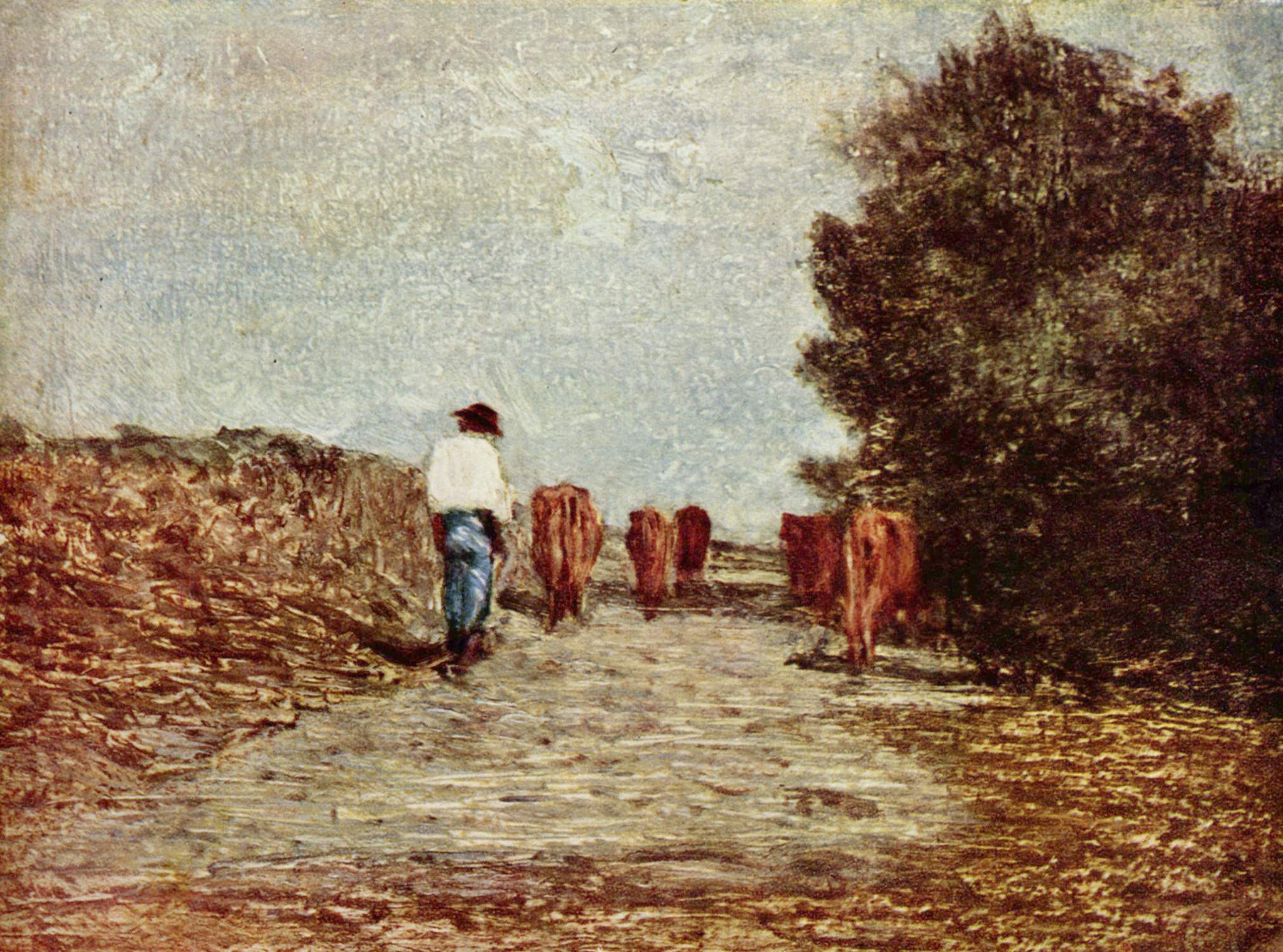
Gang zur Weide, Galleria Sabauda, Turin
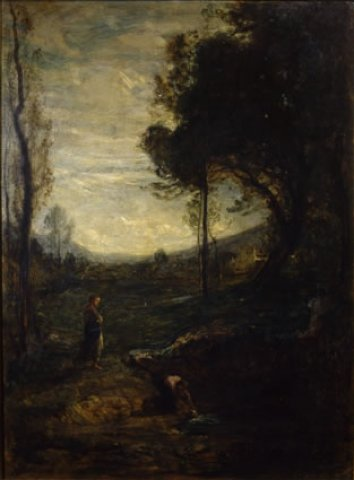
Alla Fontana, Galleria Nazionale d Arte Moderna, Rom
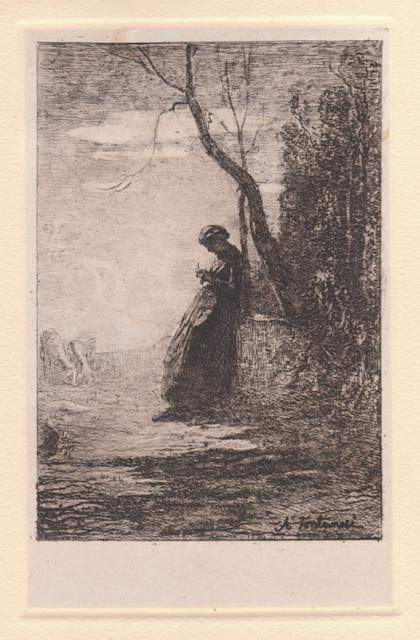
Allein im Frühling